# Felix Stössinger
Felix Stössinger (* 25. August 1889 in Prag, Österreich-Ungarn; † 31. August 1954 in Zürich) war ein österreichischer Journalist und Verleger.

## Leben
Stössinger wuchs in Wien auf und war dort zunächst Musikkritiker, später schrieb er auch über Literatur, Theater, Kunst und religiöse Fragen. In Wien gehörte er zum Freundeskreis um Ernst Weiß, Albert Ehrenstein und Otto Pick, in dem er auch im September 1913 die Bekanntschaft von Franz Kafka machte.
Um 1914 zog er von Wien nach Berlin, trat der SPD bei und verlegte sich auf die politische Publizistik. Wie mehrheitlich seine Partei unterstützte auch Stössinger zunächst den Ersten Weltkrieg. Eine oft kolportierte Anekdote aus dieser Zeit ist sein Auftritt im Berliner Café des Westens, als er den dort anwesenden Literaten und Journalisten am 7. Mai 1915 die Neuigkeit von der Versenkung der britischen Lusitania durch einen deutschen Torpedo überbrachte und dabei den Tod von fast 1200 Menschen enthusiastisch als „die größte Heldentat der Menschheitsgeschichte“ bezeichnete. Der ebenfalls anwesende pazifistische Schriftsteller Leonhard Frank ohrfeigte ihn daraufhin wortlos (und emigrierte anschließend Hals über Kopf in die Schweiz, um der Strafverfolgung zu entgehen). Ab 1916 war Stössinger Redakteur der Sozialistischen Monatshefte (SM), deren Herausgeber Joseph Bloch von Stössinger als politischer Mentor betrachtet wurde.
Nach 1917 trat Stössinger der USPD bei. Von 1918 bis 1922 war er Redakteur des Berliner USPD-Zentralorgans Freiheit und Herausgeber der wöchentlichen illustrierten Freiheit-Beilage Die freie Welt. Im Revolutionswinter 1918/19 war Stössinger Leiter der Presse-, Propaganda- und Nachrichtenstelle des Vollzugsrats der Arbeiter- und Soldatenräte Großberlins (VR). Außerdem gab er ein ebenfalls von der USPD verantwortetes „unabhängiges sozialdemokratisches Jahrbuch für Politik und proletarische Kultur“ unter dem Titel Die Revolution heraus, das allerdings nur einmal, im Jahr 1920, erschien.
Um 1920 war Stössinger Mitglied des Bundes für proletarische Kultur, der 1919 von Ludwig Rubiner, Arthur Holitscher, Rudolf Leonhard, Franz Jung und Alfons Goldschmidt gegründet worden war und in dem Kommunisten neben Anarchisten und Syndikalisten mitwirkten. Andere Mitglieder des schon 1921 wieder auseinanderbrechenden Bundes waren Hermann Schüller (1893–1948), Max Barthel, die Schauspielerinnen Elsbeth Bruck (1874–1970) und Gertrud Eysoldt, die Maler und Grafiker Hans Baluschek, Heinrich Vogeler und Heinrich Zille und der Architekt Bruno Taut.
Seit Mitte der 1920er Jahre betrieb Stössinger ein Antiquariat; im Felix Stössinger Verlag und Antiquariat erschienen unter anderem 1925/26 einige Werke des Komponisten und Dichters Arno Nadel und 1933 ein bibliophiler Gedichtband von Nell Walden-Heimann. Zudem unterstützte Stössinger seinen Freund Bloch bis 1933 als Herausgeber der SM und schrieb dort einige programmatische Texte, so 1925 ein Plädoyer für den Anschluss Österreichs an Deutschland und 1929 eine Anklage des „angelsächsischen Imperialismus“, der seine „kulturelle Ideologie als Instrument der Weltherrschaft“ benutze.
Auch für die Weltbühne und das Tage-Buch war Stössinger publizistisch tätig. 1930 war er Mitarbeiter der allerdings nur dreimal erscheinenden „kulturkritischen Zeitschrift“ Clique, gemeinsam mit Theodor Lessing, Hans José Rehfisch, Anton Kuh, Erich Knauf, Erich Ohser und Erich Mühsam. Im selben Jahr schrieb er für die Jüdische Rundschau über den „Antisemitismus in der Sowjetunion“. 1931 machte er sich im SPD-Diskussionsorgan Das freie Wort für „aktiven Antibolschewismus“ stark.
Nach der Machtergreifung der Nationalsozialisten 1933 übersiedelte Joseph Bloch nach Prag, und Stössinger folgte ihm Anfang 1934. Bis zum Tod Blochs am 14. Dezember 1936 arbeiteten sie gemeinsam an einem als politisches Vermächtnis Blochs verstandenen Text, den Stössinger dann gemeinsam mit Blochs Witwe Hélène fertigstellte und 1938/39 in Frankreich herausgab (Revolution der Weltpolitik, 8 Bände).
Nach der Besetzung Prags durch die deutsche Wehrmacht am 15. März 1939 flohen zuerst Stössingers Frau Charlotte und deren Sohn aus erster Ehe, der spätere Grafiker und Maler Hans Michael Freisager (1924–2014), nach Nizza. Stössinger folgte ihnen wenig später. Im September 1942 flüchtete die Familie aus Frankreich in die Schweiz. Dort wurden Stössinger und seine Frau von Oktober 1942 bis August 1943 im Krankenlager Oberhelfenschwil interniert. Anschließend lebten sie in Zürich, wo Stössinger als Übersetzer und Herausgeber arbeitete und hauptsächlich für die Neue Schweizer Rundschau schrieb. Außerdem war er Schweizer Korrespondent des New Yorker Wochenblatts Aufbau. 1950 gab er einen von der Kritik gelobten Heine-Auswahlband heraus; stark kritisiert wurde hingegen 1953 seine Herausgebertätigkeit beim Band 4 der Gesammelten Werke Hermann Brochs. Stössingers letztes Manuskript, Zwischen Tell und Geßler, befindet sich im Archiv für Zeitgeschichte der ETH Zürich; das darin enthaltene Tagebuch aus dem Schweizer Internierungslager wurde 2011 veröffentlicht.

## Schriften (Auswahl)
- mit Karl Holtz: Das System Noske. Eine politische und satyrische Abrechnung. Freiheit, Berlin 1920.[15]
- Simon Erlanger, Peter-Jakob Kelting (Hrsg.): Interniert in Schweizer Flüchtlingslagern. Tagebuch des jüdischen Autors Felix Stössinger 1942/43. Christoph Merian Verlag, Basel 2011, ISBN 978-3-85616-529-1.
- Frankreich nach diesen 10 Jahren. In: Sozialistische Monatshefte. 30. Jg. (1924), Heft 9, S. 558–564. FES
- Für den Anschluß Deutsch Österreichs. In: Sozialistische Monatshefte. 31. Jg. (1925), Heft 6, S. 333–339. FES
- Über Yvette Guilbert und den französischen Geist. In: Sozialistische Monatshefte.  32. Jg. (1926), Heft 4, S. 235–238. FES
- Wolfgang Graeser zum Gedächtnis. In: Sozialistische Monatshefte. 34. Jg. (1928), Heft 9, S. 777–779. FES

als Herausgeber
- Leo Tolstoi: Eine Auswahl für die reifere Jugend. Verlag der Neuen Gesellschaft, Berlin 1922. (= Jugendbücher der Neuen Gesellschaft. Band 1.)
- Panait Istrati: Drei Bücher über Sowjet-Russland. Piper, München 1930. (Band 1: Auf falscher Bahn. 16 Monate in Russland. Band 2: So geht es nicht! Die Sowjets von heute. Band 3: Russland nackt.)
- Joseph Bloch: Revolution der Weltpolitik. Vermächtnis. 8 Bände. Prag, Fischern bei Karlsbad, Paris 1938.
- Heinrich Heine: Mein wertvollstes Vermächtnis. Religion, Leben, Dichtung. Manesse, Zürich 1950. (= Manesse Bibliothek der Weltliteratur)
- mit Eva Rechel-Mertens: Honoré de Balzac: Meisternovellen. Manesse, Zürich 1953. (= Manesse-Bibliothek der Weltliteratur)
- Hermann Broch: Der Versucher. Rhein, Zürich 1953. (= Gesammelte Werke, Bd. 4)

als Übersetzer
- Louis Edward Bisch: Neurotisch – und doch glücklich. Pan, Zürich 1951.
- Hilaire Belloc: Marie Antoinette. Diana, Baden-Baden, Stuttgart 1952. (übersetzt mit Edwin Maria Landau)
- Émile Zola: Die Meute. Manesse, Zürich 1954. (= Manesse-Bibliothek der Weltliteratur)